# 남주고등학교
남주고등학교(南洲高等學校)는 대한민국 제주특별자치도 서귀포시 동홍동에 있는 사립 고등학교이다.

## 학교 연혁
- 1955년 4월 9일 : 남주고등학원 인가
- 1956년 2월 15일 : 재단법인 남주학원 설립 인가, 초대 이사장 강성익 선생 취임
- 1956년 7월 12일 : 남주고등학교 3학급 인가
- 1956년 9월 5일 : 남주고등학교 개교
- 1964년 2월 26일 : 학교법인 남주학원으로 조직 변경
- 1965년 1월 22일 : 야간 3학급 인가
- 1974년 10월 5일 : 동홍동 138-2에 교사 신축, 이전
- 1984년 8월 21일 : 야간을 주간으로 학칙 변경(주간 21학급)
- 1993년 3월 20일 : 신축 현교사(동홍동 1907)로 이전
- 1997년 5월 30일 : 제4대 이사장 좌신자 선생 취임
- 2006년 2월 24일 : 생활관[眞木齋] 개관
- 2021년 3월 1일 : INTEL과 협업한 인공지능 실험실(AI LAB) 운영(~2023)
- 2021년 3월 1일 : 고교학점제 선도학교 운영
- 2022년 3월 1일 : 융합인공지능 교과특성화 학교 운영(~2025)
- 2025년 1월 10일 : 제68회 졸업생 191명 배출(총인원 14,431명)
- 2025년 3월 1일 : 제18대 교장 현순호 선생 취임
- 2025년 3월 4일 : 제주형 과학중점학교 운영

## 참고 자료
- 남주고등학교 - 한국교육학술정보원 학교알리미